# سرای پادرخت سوخته
سرای پادرخت سوخته مربوط به دوره قاجار است و در اصفهان، خیابان عبدالرزاق، بازارچه باغچه عباسی واقع شده و این اثر در تاریخ ۲۳ شهریور ۱۳۸۲ با شمارهٔ ثبت ۱۰۲۲۳ به‌عنوان یکی از آثار ملی ایران به ثبت رسیده است.